# Kanton Brive-la-Gaillarde-Sud-Est
Der Kanton Brive-la-Gaillarde-Sud-Est war von 1982 bis 2015 ein französischer Wahlkreis im Département Corrèze und in der damaligen Region Limousin. Er umfasste eine Gemeinde und einen Stadtteil im Arrondissement Brive-la-Gaillarde; sein Hauptort (frz.: chef-lieu) war Brive-la-Gaillarde. Die landesweiten Änderungen in der Zusammensetzung der Kantone brachten im März 2015 seine Auflösung.

## Gemeinden
| Gemeinde           | Einwohner (Stand: 2022) | Code postal | Code Insee |
| ------------------ | ----------------------- | ----------- | ---------- |
| Brive-la-Gaillarde | 46.769 (*)              | 19100       | 19031      |
| Cosnac             | 3042                    | 19360       | 19063      |

(*) angegeben ist hier die Gesamteinwohnerzahl, im Kanton lebten etwa 10.000 Einwohner.